# Stanislaus Socolovius
Stanislaus Socolovius (polnisch: Stanisław Sokołowski; * 31. März 1537 in Krakau; † 1593 daselbst) war ein polnischer Theologe und Kanoniker, der sich als einer der ersten in der Reformationszeit mit der Bedeutung der Ostkirchen auseinandersetzte.
Er studierte 1564 in Wittenberg, 1575 in Rom, Bologna und Padua, wo er seinen Doktortitel erwarb und kehrte dann nach Krakau zurück. Er wurde Professor an der Universität und Kanoniker.

## Werke
- Conciones quatuor (1583)
- De verae et falsae ecclesiae discrimine (1583)
- Orationes ecclesiasticae septem (1587)
- Quaestor sive de parsimonia... (1589); I wyd. polskie Szafarz (1589)
- Censura orientalis ecclesiae... (1582)
- Opera, 2 t., Kraków (1591–98)
- Partitiones Ecclesiasticae (1589) - jedyny w XVI w. polski podręcznik retoryki kościelnej

## Bibliografie
- Wielka Ilustrowana Encyklopedja Powszechna, Wyd. Gutenberg Kraków, t. XVI, reprint W-wa, Gutenberg Print, 1995, ISBN 83-86381-13-2

| Personendaten    | Personendaten                     |
| ---------------- | --------------------------------- |
| NAME             | Socolovius, Stanislaus            |
| ALTERNATIVNAMEN  | Sokołowski, Stanisław (polnisch)  |
| KURZBESCHREIBUNG | polnischer Theologe und Kanoniker |
| GEBURTSDATUM     | 31. März 1537                     |
| GEBURTSORT       | Kraków                            |
| STERBEDATUM      | 1593                              |
| STERBEORT        | Krakau                            |